# Греченко Костянтин Миколайович
Костянтин Миколайович Грече́нко (нар. 27 травня 1904, Кобеляки — пом. 21 жовтня 1981, Харків) — український радянський хоровий диригент і педагог; доцент з 1951 року. Брат художника театру Василя Греченка.

## Біографія
Народився 14 [27] травня 1904 року в місті Кобеляках (тепер Полтавська область, Україна). Протягом 1927–1930 років навчався у Київському музично-драматичному інституті. Одночасно у 1928—1930 роках керував «Безвірницьким хором» у Києві.
З 1930 року працював у Харкові, очолював самодіялні хори і викладав у музичному училищі; впродовж 1932–1938 років — хорист і хормейстер, у 1938–1941 та 1945–1949 роках — художній керівник і головний диригент Державної української капели. У 1941–1943 роках — диригент Ансамблю пісні і танцю Уральського військового округу, у 1943–1945 роках — хорової капели «Думка» в Києві.
Впродовж 1956–1960 років — художній керівник і головний диригент хору української пісні при Харківській філармонії, одночасно у 1938–1974 роках — викладач Харківської консерваторії (у 1951–1954 та 1960–1971 роках — завідувач кафедри диригування). Помер в Харкові 21 жовтня 1981 року.